# 대한민국 형사소송법 제75조
대한민국 형사소송법 제75조는 구속영장의 방식에 대한 형사소송법의 조문이다.

## 조문
제75조(구속영장의 방식) ① 구속영장에는 피고인의 성명, 주거, 죄명, 공소사실의 요지, 인치 구금할 장소, 발부년월일, 그 유효기간과 그 기간을 경과하면 집행에 착수하지 못하며 영장을 반환하여야 할 취지를 기재하고 재판장 또는 수명법관이 서명날인하여야 한다.
②피고인의 성명이 분명하지 아니한 때에는 인상, 체격, 기타 피고인을 특정할 수 있는 사항으로 피고인을 표시할 수 있다.
③피고인의 주거가 분명하지 아니한 때에는 그 주거의 기재를 생략할 수 있다.

第75條(拘束令狀의 方式) ① 拘束令狀에는 被告人의 姓名, 住居, 罪名, 公訴事實의 要旨, 引致 拘禁할 場所, 發付年月日, 그 有效期間과 그 期間을 經過하면 執行에 着手하지 못하며 令狀을 返還하여야 할 趣旨를 記載하고 裁判長 또는 受命法官이 署名捺印하여야 한다.
②被告人의 姓名이 分明하지 아니한 때에는 人相, 體格, 其他 被告人을 特定할 수 있는 事項으로 被告人을 表示할 수 있다.
③被告人의 住居가 分明하지 아니한 때에는 그 住居의 記載를 省略할 수 있다.

## 참조 조문

### 형사소송규칙
형사소송규칙 제46조(구속영장의 기재사항) 구속영장에는 법 제75조에 규정한 사항외에 피고인의 주민등록번호(외국인인 경우에는 외국인등록번호, 위 번호들이 없거나 이를 알 수 없는 경우에는 생년월일 및 성별, 다음부터 '주민등록번호 등'이라 한다)·직업 및 법 제70조제1항 각호에 규정한 구속의 사유를 기재하여야 한다.  <개정 1996.12.3., 2007.10.29.>

형사소송규칙 제178조(영장의 유효기간) 영장의 유효기간은 7일로 한다. 다만, 법원 또는 법관이 상당하다고 인정하는 때에는 7일을 넘는 기간을 정할 수 있다.
[본조신설 1996.12.3.]

## 참고 문헌
- 손동권 신이철, 새로운 형사소송법(초판, 2013), 세창, 2013. ISBN 9788984114081

## 같이 보기
- 구속
- 구속영장